# Drymonia tenuis
Drymonia tenuis är en tvåhjärtbladig växtart som först beskrevs av George Bentham, och fick sitt nu gällande namn av J.L. Clark. Drymonia tenuis ingår i släktet Drymonia och familjen Gesneriaceae. Inga underarter finns listade i Catalogue of Life.